# Eleutherodactylus apostates
Eleutherodactylus apostates är en groddjursart som beskrevs av Schwartz 1973. Eleutherodactylus apostates ingår i släktet Eleutherodactylus och familjen Eleutherodactylidae. IUCN kategoriserar arten globalt som akut hotad. Inga underarter finns listade i Catalogue of Life.